# 松浦善治
松浦 善治（まつうら よしはる、Yoshiharu MATSUURA）は、日本の獣医師、医学者。学位は獣医学博士（北海道大学大学院・1986年）。大阪大学・名誉教授。大阪大学微生物病研究所・特任教授。大阪大学感染症総合教育研究拠点・拠点長。元日本ウイルス学会・理事長。

## 略歴
- 1974年 - 福岡県立戸畑高等学校卒業
- 1978年 - 宮崎大学農学部獣医学科卒業
- 1980年 - 北海道大学大学院獣医学研究科修士課程修了
- 1986年 - 北海道大学大学院獣医学研究科博士課程修了
- 2000年 - 大阪大学微生物病研究所教授
- 2015年 - 大阪大学微生物病研究所所長
- 2017年 - 日本ウイルス学会理事長[4]
- 2021年 - 大阪大学感染症総合教育研究拠点（CiDER）拠点長 兼 大阪大学微生物病研究所特任教授、大阪大学名誉教授[5]

ほか

## 所属学会
- 日本ウイルス学会
- 日本獣医学会
- 日本癌学会
- 日本分子生物学会
- 米国ウイルス学会

## 主な受賞歴
- 日本ウイルス学会 杉浦奨励賞（1995年）
- 第56回野口英世記念医学賞[6]（2013年）
- 大阪大学総長顕彰（2014年）